# Прохладне (Бахчисарайський район)
Прохла́дне (до 1945 року — Ма́нгуш, крим. Mañğuş або Ма́нґуш, крим. Mañguş) — село в Україні, у Бахчисарайському районі Автономної Республіки Крим. Підпорядковане Скалистівській сільській раді. Розташоване на сході району.

## Відомі люди
У селі тривалий час проживав письменник та поет Петро Орлов.